# الشطبة
الشطبة قرية سعودية، تتبع محافظة وادي الفرع التابعة لإمارة لمنطقة المدينة المنورة. تقع في جنوب غرب المدينة المنورة، وتبعد عنها قرابة 90 كم. وتقع غرب مركز اليتمة بنحو 10 كم تقريبا .